# Lukáš Ladra
Lukáš Ladra (pseudonym L.L.G.) (12. října 1966, Žatec, Československo – 19. března 2012, Praha, Česko) byl zakladatelem a prvním šéfredaktorem Excaliburu, prvního českého časopisu věnovaného počítačovým hrám, recenzent počítačových her a výrazná osobnost českého světa hry Magic: The Gathering.

## Biografie
Lukáš Ladra se narodil v Žatci. Jeho otec byl stavební inženýr, matka byla učitelkou. Když v Žatci skončil první třídu základní školy, odstěhovala se rodina do Prahy. Po ukončení základní školy studoval Lukáš na Střední průmyslové škole stavební v Dušní ulici v Praze. Po maturitě pracoval rok v Nymburce jako stavební mistr, poté byl přijat na pražskou Právnickou fakultu UK. Ze studií ve 2. ročníku odešel a až do listopadu 1989 pracoval na stavbě jako zedník.
Ještě na střední škole se stal uživatelem počítače ZX Spectrum, později si pořídil počítač Amiga a stal se členem jeho klubu. Zde se seznámil s Martinem Ludvíkem, a protože Ludvík měl k dispozici výkonný počítač a velký monitor, začali společně ve druhé polovině roku 1990 připravovat vydávání časopisu věnovaného výlučně počítačovým hrám. Lukáš Ladra pro časopis vymyslel název Excalibur a stal se jeho šéfredaktorem. První číslo, které vyšlo v lednu 1991, bylo černobílé s barevnou obálkou a prakticky jej musel napsat a typograficky upravit sám. Teprve postupně vybudoval malou redakci časopisu, ve které byli např. Jakub Červinka (Červ) a pozdější šéfredaktoři Excaliburu, dvojice Jan Eisler (ICE) a Andrej Anastasov (Andrew). Lukáš Ladra podepisoval své recenze pseudonymem L.L.G., za což si později mezi přáteli vysloužil přezdívku „Guláš“.
Časopis provázely nečekané potíže, které souvisely s polistopadovým vývojem společnosti. Rozpadla se dosavadní distribuční síť novin a časopisů, a přestože byl o časopis mezi mladými lidmi velký zájem, nedostal se na všechny prodejní stánky. Také tiskárny teprve čekaly na privatizaci, odsouvaly tisk nového časopisu na pozdější termíny, a proto Excalibur nedodržoval plánovanou měsíční periodicitu. Vydavatel Martin Ludvík navíc odmítal soustředit své úsilí na celkem úspěšný časopis a souběžně zahajoval vydávání dalších dvou až tří titulů, které vždy komerčně propadly. Když neuspěla snaha redakce dohodnout s vydavatelem větší podporu Excaliburu, Lukáš Ladra z redakce odešel[kdy?] a své recenze již zveřejňoval pouze sporadicky v časopise Score.
Po odchodu z Excaliburu se Lukáš Ladra profesionálně zabýval tvorbou podkladů pro polygrafický průmysl a spolupracoval s řadou časopisů. Jeho celoživotní zálibou se stala sběratelská karetní hra MTG (Magic: The Gathering). Dosáhl ve hře řadu úspěchů jak na turnajích v USA, tak v Evropě.
Zemřel nečekaně v březnu 2012. Rozloučit se s „otcem české herní žurnalistiky“, jak jej pojmenoval František Fuka, přišlo mnoho jeho přátel, kteří si tím připomněli začátky rozvoje počítačových her v Čechách.